# Шибнєв Даміан Васильович
Даміан (Дем'ян) Васильович Шибнєв (30 жовтня [11 листопада] 1881, Маріуполь, Катеринославська губернія, Російська імперія — 1929 (за деякими даними — 1930 ), Керч, РРФСР, СРСР) — російський живописець, пейзажист і портретист, вчитель та громадський діяч . Один із засновників Севастопольської асоціації художників  .

## Біографія
Згідно з випискою з метричної книги Маріупольської Церкви Марії Магдалини Даміан Шибнєв народився 30 жовтня 1881, 12 листопада був охрещений. Його батько був купцем другої гільдії, який володів мармуровими та піщаними кар'єрами, мати — з міщан .
Даміан Шибнєв розпочав своє навчання в Маріупольській Олександрівській гімназії в 1889 році, після закінчення якої через 8 років вступив до Одеського художнього училища . Отримавши атестат про закінчення училища з правом вступу до Імператорської Академії мистецтв . Серед поданих до прохання на ім'я ректора Академії документів були свідоцтво про політичну благонадійність, в якому повідомлялося, що «Даміан Васильович Шибнєв під час проживання в Одесі… моральних якостей був добрих і підозр на себе в політичній неблагонадійності не приваблював», а також свідоцтво з купецького стану Маріуполя, яке 15 червня 1903 підписали 32 міських купця  .
У стінах Академії наставниками Даміана були Ілля Юхимович Рєпін та Павло Петрович Чистяков . У ці роки у нього виявилася схильність до пейзажів, а неабиякі здібності художника оцінив сам Олександр Миколайович Бенуа, один з найавторитетніших критиків тих років. Під час навчання Даміан побував у Парижі, де познайомився з творчістю імпресіоністів, що визначили його шлях у мистецтві .
До випускних іспитів восени 1910 року Шибнєв підготував шість картин, серед яких Версаль, На дачі, Весна, Жарко. 2 листопада колишній учень Вищого художнього училища Імператорської Академії Даміан Васильович Шибнєв за відмінні показники у живописі та наукових предметах був удостоєний звання художника з присвоєнням чину X класу під час вступу на державну службу, а також можливістю викладати малювання у навчальних закладах  .
Після закінчення Академії художник у 1911 році переїжджає до міста Керч, де викладає малювання в Олександрівській гімназії . В 1921 був призначений завідувачем картинної галереєю при Керченському історико-археологічному музеї, після ліквідації якої продовжив роботу в музеї як науковий співробітник і художник .
Помер Даміан Васильович у 1930 році в Керчі після невдалої операції .

## Приклади робіт
|               |
| Версаль, 1906 |

|                  |
| Черешня, 1910-ті |

|                                   |
| Інтер'єр з видом на море, 1910-ті |

|                |
| Човни, 1920-ті |

|                                  |
| Портрет Сергія Амосова, 1918 рік |

|                                      |
| Царський курган у Керчі, 1920-і роки |